# Fórmula empírica

Fórmula empírica (1), Fórmula Molecular (2) y varias fórmulas desarrolladas de la molécula de Benceno: (3) Estructuras de Kekulé (Isómeros de resonancia); (4) Estructura hexagonal Plana, mostrando la longitud y el ángulo de enlace; (5) Enlaces Sigma entre orbitales híbridos sp^{2}; (6) Orbitales atómicos p_{z}; (7) Orbital molecular pi deslocalizado; (8) Anillo bencénico

En química la fórmula empírica es una expresión que representa los átomos que forman un compuesto químico sin atender a su estructura. Es por tanto la representación más sencilla de un compuesto.  Por ello, a veces, se le llama fórmula mínima y se representa con "fm. 
Una fórmula es una pequeña lista de los elementos químicos que forman una sustancia, con alguna indicación del número de moles de cada elemento presente y, a veces, la relación que tiene con otros elementos de la misma sustancia.
Comúnmente, las fórmulas empíricas son determinadas a partir de datos experimentales, de ahí su nombre, fórmula empírica.
Por ejemplo, si observamos que dos moles de hidrógeno reaccionan completamente con un mol de oxígeno para formar dos moles de agua (sin generar otro producto), diríamos que la fórmula molecular del agua es {\displaystyle {\ce {H2O}}} (los subíndices 1 se omiten). Del mismo modo, si observamos que al quemar benceno, siempre obtenemos números iguales de moles de C (contenido en el {\displaystyle {\ce {CO2}}} formado) y de H (monoatómico, existente en el agua producida) podemos decir que la fórmula empírica del benceno es ({\displaystyle {\ce {CH}}}). Midiendo cuidadosamente el oxígeno consumido, veríamos que todo el oxígeno del {\displaystyle {\ce {CO2}}} y de {\displaystyle {\ce {H2O}}} proviene del aire, por lo que la fórmula empírica del benceno es ({\displaystyle {\ce {CH}}}). Puede coincidir o no con la fórmula molecular, que indica el número de átomos de cada clase presentes en la molécula.

## Ejemplos
La molécula de agua está formada por dos átomos de hidrógeno y uno de oxígeno, por lo que su fórmula molecular es {\displaystyle {\ce {H2O}}}, coincidiendo con su fórmula empírica.
Para el etano, sin embargo, no ocurre lo mismo, ya que está formado por dos átomos de carbono y seis de hidrógeno, por lo que su fórmula molecular será {\displaystyle {\ce {C2H6}}} y su fórmula empírica {\displaystyle {\ce {CH3}}}.
Varios compuestos, como el cloruro de sodio o sal común, carecen de entidades moleculares, pues están compuestos por redes de iones, y por ello, solo es posible hablar de fórmula empírica. Ejemplo: NaCl es la fórmula del cloruro de sodio, e indica que por cada ion sodio, existe un ion cloro.

## Cálculo de la fórmula empírica de un compuesto
Para hallar la fórmula empírica de un compuesto, primero se obtienen los moles de cada elemento, luego se divide cada uno por el de menor valor y finalmente, por simplificación, se hallan los números enteros más sencillos posibles.
Al realizar el análisis gravimétrico de un determinado compuesto químico se ha encontrado la siguiente composición centesimal: 69,98 % Ag; 16,22 % As; 13,80 % O. Para  la determinación de la fórmula empírica o molecular del compuesto se procede de la siguiente manera:
Dividiendo el peso por el peso atómico se obtienen los moles:
- Para la plata 69,98/108= 0,65 moles
- Para el arsénico 16,22/75= 0,22 moles
- Para el oxígeno  13,80/16= 0,86 moles

Cada 0,22 moles de arsénico hay 0,65 moles de plata, para un mol de arsénico 0,65/0,22= 3 moles de plata  y 0,86/0,22= 4 moles de oxígeno. La fórmula molecular es {\displaystyle {\ce {Ag3AsO4}}} y la masa molar y/o masa molecular del compuesto es de 463 g/mol.